# Koncert skrzypcowy Beethovena
Koncert skrzypcowy D-dur op. 61 Ludwiga van Beethovena – jedyny, zachowany w całości, koncert na skrzypce solo Ludwiga van Beethovena. Koncert jest uważany za jeden z najwspanialszych przykładów gatunku.

## Historia
Wiele lat wcześniej Ludwig van Beethoven skomponował Koncert skrzypcowy C-dur WoO 5 (1790/1792), z którego zachowały się tylko fragmenty.
Koncert skrzypcowy D-dur op. 61 został skomponowany przez Beethovena w 1806 dla Franza Clementa, skrzypka i dyrygenta orkiestry „Theater an der Wien” i jemu też został pierwotnie dedykowany. Premiera odbyła się 23 grudnia 1806 w „Theater an der Wien”.
Koncert nie wzbudził entuzjazmu zarówno wśród krytyki oraz publiczności. Przyczyną niepowodzenia była z pewnością opieszałość kompozytora, który nanosił poprawki na partyturę do ostatniej chwili. Według relacji ucznia Beethovena, Carla Czernego, koncert został ukończony na dwa dni przed premierą. Clement wykonał zatem swoją partię niemal a vista. Na rękopisie widnieje napis Concerto par Clemenza pour Clement primo Violino e direttore al theatro vienna.
Po niepowodzeniu premierowego wykonania koncertu oraz po namowach Muzio Clementiego, Beethoven w 1807 dokonał jego transkrypcji na fortepian i orkiestrę. Beethoven napisał jeszcze kilka kadencji do koncertu w wersji na fortepian i orkiestrę w 1809.
Obydwie wersje koncertu zostały wydane drukiem w sierpniu 1808 w Wiedniu przez Bureau des Arts et d’Industrie. Beethoven dedykował Koncert skrzypcowy swojemu przyjacielowi Stephanowi Breuningowi, natomiast wersję fortepianową dedykował jego żonie – Julie von Breuning.

## Części utworu
Koncert składa się z trzech części:
1. Allegro ma non troppo (D-dur)
2. Larghetto (G-dur)
3. Rondo. Allegro (D-dur)

## Obsada orkiestry
- skrzypce solo
- flet
- 2 oboje
- 2 klarnety
- 2 fagoty
- 2 rogi
- 2 trąbki
- kotły
- sekcja smyczkowa

Koncert skrzypcowy D-dur Ludwiga van Beethovena obok Koncertu skrzypcowego D-dur Johannesa Brahmsa, Koncertu skrzypcowego D-dur Piotra Czajkowskiego oraz Koncertu skrzypcowego e-moll Feliksa Mendelssohna należy do najczęściej wykonywanych koncertów skrzypcowych.